# Алексис (Оклахома)
Алексис (енгл. Alex) град је у америчкој савезној држави Оклахома.

## Демографија
По попису из 2010. године број становника је 550, што је 85 (-13,4%) становника мање него 2000. године.
| Група             | 2000.       | 2010.       |
| Белци             | 573 (90,2%) | 462 (84,0%) |
| Афроамериканци    | 0 (0,0%)    | 1 (0,2%)    |
| Азијати           | 1 (0,2%)    | 0 (0,0%)    |
| Хиспаноамериканци | 12 (1,9%)   | 20 (3,6%)   |
| Укупно            | 635         | 550         |